# Sir Ásiján Tepe
Sir Ásiján Tepe őskori régészeti lelőhely Észak-Iránban, Dámgántól 15 kilométerre délnyugatra.

## Feltárása
A helyszínt Erich Schmidt (1897-1964) fedezte fel 1933-ban a dámgáni régió 1931-es felmérésekor, majd 1932 júliusában tárták fel. A helyszínt később Kathryn Trinkhaus is azonosította az 1976-77-es dámgáni felmérés során.
Az ásatás a kerámiatöredékek jelenléte ellenére nem hozott eredményt, amire két lehetséges magyarázat született. Schmidt szerint a helyszín ideiglenes tábor volt, tartós megtelepedés nélkül; a másik változat szerint a helyszín az évezredek során erodálódott, így az épületek eltűntek de megmaradtak a felszíni kerámiák és a sekély sírok.

### Átmeneti időszak
A Sir Ásijánból származó kerámiákhoz hasonló kerámiát találtak Észak-Irán középső részén (Tepe Szialk késői szakasza) és Dél-Türkmenisztánban (Anau-kultúra IA), az i. e. ötödik évezred közepéről. Sir Ásiján képviselheti az átmeneti időszakot a Szialk II és Szialk III periódusok között Észak-Közép-Iránban, az egyébként 20 km-re fekvő Tepe Heszár-ról elnevezett kultúra IA periódusának kezdete előtt, illetve a Csesme Ali és a Heszár IA periódus közti átmenetként is felfogható.